# Chris Siale
Pas d'image ? Cliquez ici

a Compétitions nationales et continentales officielles uniquement.

b Matchs officiels uniquement.
Dernière mise à jour le 13 juin 2019.
Chris Siale, né le 31 juillet 1983 à Auckland (Nouvelle-Zélande), est un ancien joueur australien de rugby à XV et rugby à sept, ayant évolué au poste de centre.
Il est le cousin de l'international australien Folau Fainga'a.

## Biographie
- 2005-2007 : Waratahs
- 2007-2008 : Queensland Reds
- 2007-2008 : Western Sydney Rams
- 2008-2015 : Tarbes PR
- 2015 : Arrêt